# 仮面ライダー サモンライド!
『仮面ライダー サモンライド!』（かめんライダー サモンライド）は、バンダイナムコゲームスより2014年12月4日に発売されたPlayStation 3およびWii U用ゲームソフト。特撮テレビドラマシリーズ「仮面ライダーシリーズ」をモチーフにしたアクションゲーム。

## 概要
近距離無線通信（NFC）機能をメインとしたゲーム。
同梱の台座・ライドゲートにライドフィギュアを置いて読み取ることでプレイヤーとなる仮面ライダーを召喚し、ライドチップを追加してサポートを行う。ライドチップにはプレイヤーのライダーを別形態へ一定時間変化させるキョウカライドチップ、NPCを召喚して一定時間援護を受けることができるナカマライドチップの2種類がある。
ライドフィギュアには5種類の属性（ライダーキックしているエフェクトの色が属性）があり、火（赤）、風（緑）、水（青）、光（黄）、闇（紫）のそれぞれに向き・不向きの相性がある他、特定のルートを切り開くために必要な部分もある。
仮面ライダー同士の協力プレイはライダーリンクと呼ばれる。

## ストーリー
火・水・風・光・闇の5つの要素で成り立った不思議な異世界「クリスタルワールド」。
そのクリスタルワールドに幾多の怪人が襲来し、滅亡の危機に応えて仮面ライダーが呼び出されたのだった。

## キャラクター

### プレイアブルキャラクター
プレイヤーとなるライダーと異なるキョウカライドチップを使う場合、ナカマライドとして召喚される。
- 仮面ライダードライブ タイプスピード
  - 仮面ライダードライブ タイプスピードフレア
  - 仮面ライダードライブ タイプワイルド
  - 仮面ライダードライブ タイプテクニック
- 仮面ライダー鎧武 オレンジアームズ

特定の技を使うことで、パインアームズ・イチゴアームズに変化する。
- - 仮面ライダー鎧武 ジンバーレモンアームズ

特定の技を使うことで、ジンバーチェリーアームズに変化する。
- - 仮面ライダー鎧武 カチドキアームズ
  - 仮面ライダー鎧武 極アームズ
- 仮面ライダーウィザード フレイムスタイル

特定の技を使うことで、フレイムドラゴン・ウォータードラゴン・ハリケーンドラゴン・ランドドラゴンに変化する。
- - 仮面ライダーウィザード オールドラゴン
  - 仮面ライダーウィザード インフィニティースタイル
  - 仮面ライダーウィザード インフィニティードラゴンゴールド
- 仮面ライダーフォーゼ ベースステイツ

特定の技を使うことで、エレキステイツ・ファイヤーステイツに変化する。
- - 仮面ライダーフォーゼ マグネットステイツ
  - 仮面ライダーフォーゼ コズミックステイツ
  - 仮面ライダーフォーゼ メテオなでしこフュージョンステイツ
- 仮面ライダーオーズ タトバコンボ

特定の技を使うことで、ガタキリバコンボ・ラトラーターコンボ・サゴーゾコンボ・シャウタコンボに変化する。
- - 仮面ライダーオーズ タジャドルコンボ
  - 仮面ライダーオーズ プトティラコンボ
  - 仮面ライダーオーズ スーパータトバコンボ
- 仮面ライダーW サイクロンジョーカー

特定の技を使うことで、ヒートジョーカー・ルナジョーカー・サイクロンメタル・ヒートメタル・ルナメタル・サイクロントリガー・ヒートトリガー・ルナトリガーに変化する。
- - 仮面ライダーW サイクロンジョーカーエクストリーム
  - 仮面ライダーW サイクロンジョーカーゴールドエクストリーム
- 仮面ライダーディケイド
  - 仮面ライダーディケイド ファイナルフォームライド
  - 仮面ライダーディケイド コンプリートフォーム
  - 仮面ライダーディケイド 最強コンプリートフォーム
- 仮面ライダーキバ キバフォーム

特定の技を使うことで、ガルルフォーム・バッシャーフォーム・ドッガフォームに変化する。
- - 仮面ライダーキバ エンペラーフォーム
- 仮面ライダー電王 ソードフォーム

特定の技を使うことで、ロッドフォーム・アックスフォーム・ガンフォーム・ウイングフォームに変化する。
- - 仮面ライダー電王 クライマックスフォーム
  - 仮面ライダー電王 ライナーフォーム
  - 仮面ライダー電王 超クライマックスフォーム
- 仮面ライダーカブト ライダーフォーム
  - 仮面ライダーカブト ハイパーフォーム
- 仮面ライダー響鬼
- 仮面ライダーブレイド
  - 仮面ライダーブレイド ジャックフォーム
- 仮面ライダーファイズ
  - 仮面ライダーファイズ アクセルフォーム
  - 仮面ライダーファイズ ブラスターフォーム
- 仮面ライダー龍騎
- 仮面ライダーアギト グランドフォーム

特定の技を使うことで、ストームフォーム・フレイムフォームに変化する。
- 仮面ライダークウガ マイティフォーム

特定の技を使うことで、ドラゴンフォーム・ペガサスフォーム・タイタンフォームに変化する。
- - 仮面ライダークウガ アメイジングマイティ
  - 仮面ライダークウガ アルティメットフォーム

### NPC
ナカマライドチップを使うことで召喚可能。
- 仮面ライダーマッハ
- 仮面ライダーバロン バナナアームズ
- 仮面ライダー斬月・真 メロンエナジーアームズ
- 仮面ライダービースト
- 仮面ライダーメテオ
- 仮面ライダーバース
- 仮面ライダーアクセル
- 仮面ライダーディエンド
- 大ショッカー戦闘員
- 仮面ライダーガタック ライダーフォーム

### クリスタルワールドの住人
- ミヌーク

火の精霊。梟の姿の霊鳥。アイテム鑑定を担当する。
- トレイナ

水の精霊で女王。年齢は1990歳。精霊の種族の中では若い部類に入る。仮面ライダーの育成と強化を担当する。
- メモル

風の精霊。ボクッ娘的な口調。ゲームの説明とサポート役を担当する。サポート役のため、プレイ中やロード画面などに度々登場する。エンディング映像ではクリスタルワールドを飛び回る姿が見られる。

### 敵
クエストの障害として多数登場する。上記NPCの一部が敵として登場することもある。複数の敵が同時に襲ってくることもある。
- 初級インベス（青）
- 初級インベス（赤）
- 初級インベス（緑）
- 仮面ライダーソーサラー
- 仮面ライダーメイジ（近衛兵）
- グール
- パワーダイザー ダイザーモード
- ダスタード
- 仮面ライダーオーズ ブラカワニコンボ
- 屑ヤミー
- 仮面ライダースカル
- 仮面ライダージョーカー
- マスカレイド・ドーパント（黒服）
- マスカレイド・ドーパント（白服）
- 大ショッカー戦闘員（赤）
- 仮面ライダーイクサ バーストモード
- 仮面ライダーサガ
- ラットファンガイア
- 仮面ライダーゼロノス ゼロフォーム
- レオソルジャー
- 仮面ライダーザビー ライダーフォーム
- 仮面ライダーサソード ライダーフォーム
- ワームサナギ体（緑）
- ワームサナギ体（白）
- 仮面ライダー威吹鬼
- 乱れ童子
- バケネコ（親）
- バケネコ（子）
- 仮面ライダーギャレン
- 仮面ライダーレンゲル
- ダークローチ
- 仮面ライダーカイザ
- 仮面ライダーデルタ
- ライオトルーパー
- 仮面ライダーナイト
- 仮面ライダーゾルダ
- 仮面ライダーシザース
- レイドラグーン
- ゲルニュート
- 仮面ライダーG3-X
- 仮面ライダーG4
- 水のエル強化体
- アントロード フォルミカ・ペデス
- ゴウラム

#### ボス
- 蓮華座 武神鎧武
- フェニックス - 火の世界エンデルガスのステージ最終ボス。巨大化している。
- 恐竜グリード
- ガラ怪物態 - 風の世界ヒューキャニオンのステージ最終ボス。
- ウェザー・ドーパント - 水の世界ゴボルレイクのステージ最終ボス。
- 仮面ライダーエターナル ブルーフレア
- 仮面ライダーディケイド激情態
- スーパーアポロガイスト - 通常のボスとしても登場するが、ギガスタル戦時に1体ずつ無限に召喚される。ストーリー上、声を出し、説明的な役割も持つ。ストーリー上でも仮面ライダーの障害となり暗躍する。クリスタルワールドの住人と会話する敵キャラクター。ギガスタル復活に尽力する。
- シャドームーン
- 合体ショッカー戦闘員 - 闇の世界ヨールダークのステージ最終ボス。ショッカー戦闘員が合体しており巨大化している。
- 仮面ライダーダークキバ
- バットファンガイア・リボーン
- アルビノレオイマジン
- 仮面ライダーキックホッパー
- 仮面ライダーパンチホッパー
- 仮面ライダーカリス
  - ジョーカー
- ホースオルフェノク格闘態
- 仮面ライダーオーディン - 光の世界ギランガーデンのステージ最終ボス。2度倒されてもタイムベントで復活する。
- ン・ダグバ・ゼバ究極体
- ギガスタル - 本作のラストボス。ラストクエスト『世界の願いを一つに』で出現する。クリスタルに集まった『仮面ライダーに敗れた者の怨念』の化身。仮面ライダーオーディンとウェザー・ドーパントとショッカー戦闘員と恐竜グリードとスーパーアポロガイストを吸収する描写がある。超巨大な身体を持ち、クリスタルで肉体が構成される。超巨大な腕で仮面ライダーを攻撃する。外見の変化は無いが、5段階に強化される。スーパーアポロガイストを召喚する。

## 声優
- 仮面ライダードライブ - 竹内涼真
- 仮面ライダー鎧武 - 佐野岳
- 仮面ライダーバロン - 小林豊
- フェニックス - 篤海
- 仮面ライダービースト - 永瀬匡
- 仮面ライダーW（翔太郎）、仮面ライダージョーカー - 桐山漣
- 仮面ライダーアクセル - 木ノ本嶺浩
- 仮面ライダーディケイド - 井上正大
- 仮面ライダーディエンド - 戸谷公人
- 仮面ライダーイクサ - 加藤慶祐
- 仮面ライダーダークキバ - 山本匠馬
- 仮面ライダーガタック - 佐藤祐基
- 仮面ライダーブレイド - 椿隆之
- 仮面ライダーギャレン - 天野浩成
- 仮面ライダーファイズ - 半田健人
- 仮面ライダー龍騎 - 須賀貴匡
- 仮面ライダーアギト - 賀集利樹
- 恐竜グリード - 神尾佑
- 仮面ライダーエターナル - 松岡充
- スーパーアポロガイスト - 川原和久
- 仮面ライダーザビー、仮面ライダーキックホッパー - 徳山秀典
- 仮面ライダーパンチホッパー - 内山眞人
- ジョーカー - 森本亮治
- 泉政行[6]
- 仮面ライダーレンゲル - 北条隆博
- 仮面ライダー電王 ソードフォーム / クライマックスフォーム / 超クライマックスフォーム - 関俊彦
- 仮面ライダー電王 ロッドフォーム / クライマックスフォーム / 超クライマックスフォーム - 遊佐浩二
- 仮面ライダー電王 アックスフォーム / クライマックスフォーム / 超クライマックスフォーム - てらそままさき
- 仮面ライダー電王 ガンフォーム / クライマックスフォーム / 超クライマックスフォーム - 鈴村健一
- 仮面ライダー電王 超クライマックスフォーム - 三木眞一郎
- 魔皇竜タツロット - 石田彰
- 武神鎧武 - 小山力也
- ウェザー・ドーパント - 檀臣幸
- バットファンガイア・リボーン - 酒井敬幸
- アルビノレオイマジン - 黒田崇矢
- 島﨑信長
- 滑川洋平
- 大坪康亮
- 笹井雄吾
- 小川慎太郎
- 丸山徹
- 仮面ライダーオーディン、バイザー音声 - 小山剛志
- 角田雄二郎
- 清水浩智
- 水のエル - 梁田清之
- 堀曜宏
- 荒井聡太
- 川上晃二
- 金子英彦
- 田中遼
- 能澤章宏
- 粕谷雄太
- 赤羽根健治
- 滝下毅
- 山本圭一郎
- 金本涼輔
- 阿座上洋平
- 三浦祥朗
- 松原大典
- 三宅淳一
- ミヌーク、ギガスタル - 中田譲治
- トレイナ - 久川綾
- メモル - 阿澄佳奈

## 属性
ライドフィギュアには属性がある。ステージの属性に合わせたフィギュアを召喚すると攻撃力がアップする。
火の属性
火の力を持った属性。エンデルガスで召喚すると攻撃力がアップする。
- 仮面ライダードライブ
- 仮面ライダーウィザード（初期）
- 仮面ライダーカブト
- 仮面ライダー響鬼

水の属性
水の力を持った属性。ゴボルレイクで召喚すると攻撃力がアップする。
- 仮面ライダードライブ
- 仮面ライダー鎧武（初期）
- 仮面ライダーウィザード
- 仮面ライダーオーズ
- 仮面ライダーアギト

風の属性
風の力を持った属性。ヒューキャニオンで召喚すると攻撃力がアップする。
- 仮面ライダードライブ（初期）
- 仮面ライダー鎧武
- 仮面ライダーW
- 仮面ライダー龍騎

光の属性
光の力を持った属性。ギランガーデンで召喚すると攻撃力がアップする。
- 仮面ライダードライブ
- 仮面ライダーフォーゼ
- 仮面ライダー電王
- 仮面ライダークウガ

闇の属性
闇の力を持った属性。ヨールダークで召喚すると攻撃力がアップする。
- 仮面ライダードライブ
- 仮面ライダーディケイド
- 仮面ライダーキバ
- 仮面ライダーブレイド
- 仮面ライダーファイズ

## クリスタルワールド

### クリスタルベース
5つのステージに繋がるライダーたちの拠点。

### ステージ
ステージに合った属性のライダーを召喚することによって「バトルギミック」が発動し、攻撃力がアップする。ステージ内には隠しステージに繋がる扉があり、扉の色に合った属性のライダーを召喚することで解放できる。
エンデルガス（火の世界）
マグマに囲まれた工場。マグマの玉が飛んでくることがあり、当たるとダメージを受ける。また、マグマに落ちるとダメージを受ける上に飛ばされるというトラップがある。敵を倒すとリフトや階段に乗ることができ、次の場所へ移動できる。
ゴボルレイク（水の世界）
湖沼の中に浮かぶ小島とそれらを結ぶ橋。建物の上にいる敵を倒していると建物から落ちることがある。敵を倒すと橋を渡ることで次の場所へ移動できる。さらに緑のクリスタルに触れると上に上がることができる。
ヒューキャニオン（風の世界）
崖が立ち並ぶ渓谷。生暖かい風が吹いており、崖の奥では風車が回っている。橋が壊れているところがあり、通ることは不可能。
ギランガーデン（光の世界）
闇に突かれている神殿群。レーザーの棒が時計回りに回転しているトラップがあり、触れるとダメージを受ける。
ヨールダーク（闇の世界）
闇に包まれた廃墟の街。もやが噴出しているトラップがあり、足を踏み入れるとダメージを受ける。闇のクリスタルを壊すと次の場所へ移動できる。

## 主題歌
「Break The World」
作詞・作曲・編曲：AJURIKA / 歌：田中昌之